# فهد السكري
فهد السكري هو ممثل سوري.

## أهم الأعمال

### في المسـرح
بياع الفرجة - السمرمر -الغول -الطائر الناري - مسعود سيف اليزن - رحلة حنظلة - المهرج - الملك هو الملك - القاعدة والاستثناء - تشالنجر - المنطق الرابع - مظلة العم سيمون - العبور - حدث في مدينة النور - مقام إبراهيم وصفية

### في التلفزيون
- على قيد الحب
- نهاية رجل شجاع
- أخوة التراب
- بطل من هذا الزمان
- أسرار المدينة
- شام شريف
- عائلة خمس نجوم
- الفندق
- ياسين تورز
- آخر أيام التوت
- دينا
- ليل المسافرين
- أنت عمري
- حملة تطهير
- الشام العدية مسلسل 2009 أبو عزو
- جرن الشاويش مسلسل 2007 شاكر
- قانون ولكن مسلسل 2003
- ألو جميل ألو هناء مسلسل 2001
- ليل المسافرين مسلسل 2000
- يوميات مدير عام مسلسل 1997 زياد
- يوميات جميل و هناء مسلسل 1997
- الجوارح مسلسل

1995
- على قيد الحب

## وصلات خارجية
- فهد السكري على موقع قاعدة بيانات الأفلام العربية